# Solfato di potassio
Il solfato di potassio è il sale di potassio dell'acido solforico, avente formula minima K2SO4.
A temperatura ambiente si presenta come un solido incolore inodore.
Viene impiegato come fertilizzante, con una composizione NPK 0-0-50 e nella produzione di stick per barba insieme a solfato di alluminio e ad acqua in caso di tagli da rasoio, per fermare velocemente la fuoriuscita di sangue.
È stato estratto per anni dalla miniera, oggi dismessa, di Pasquasia in Sicilia in provincia di Enna. È uno dei prodotti della combustione della polvere nera.